# Waffenfliegen
Die Waffenfliegen (Stratiomyidae) sind eine Familie der Zweiflügler (Diptera) und werden den Fliegen (Brachycera) zugeordnet. Weltweit sind etwa 2650 Arten dieser Gruppe bekannt, davon in Europa 141, in Mitteleuropa etwa 100 und in Deutschland 68.

## Merkmale

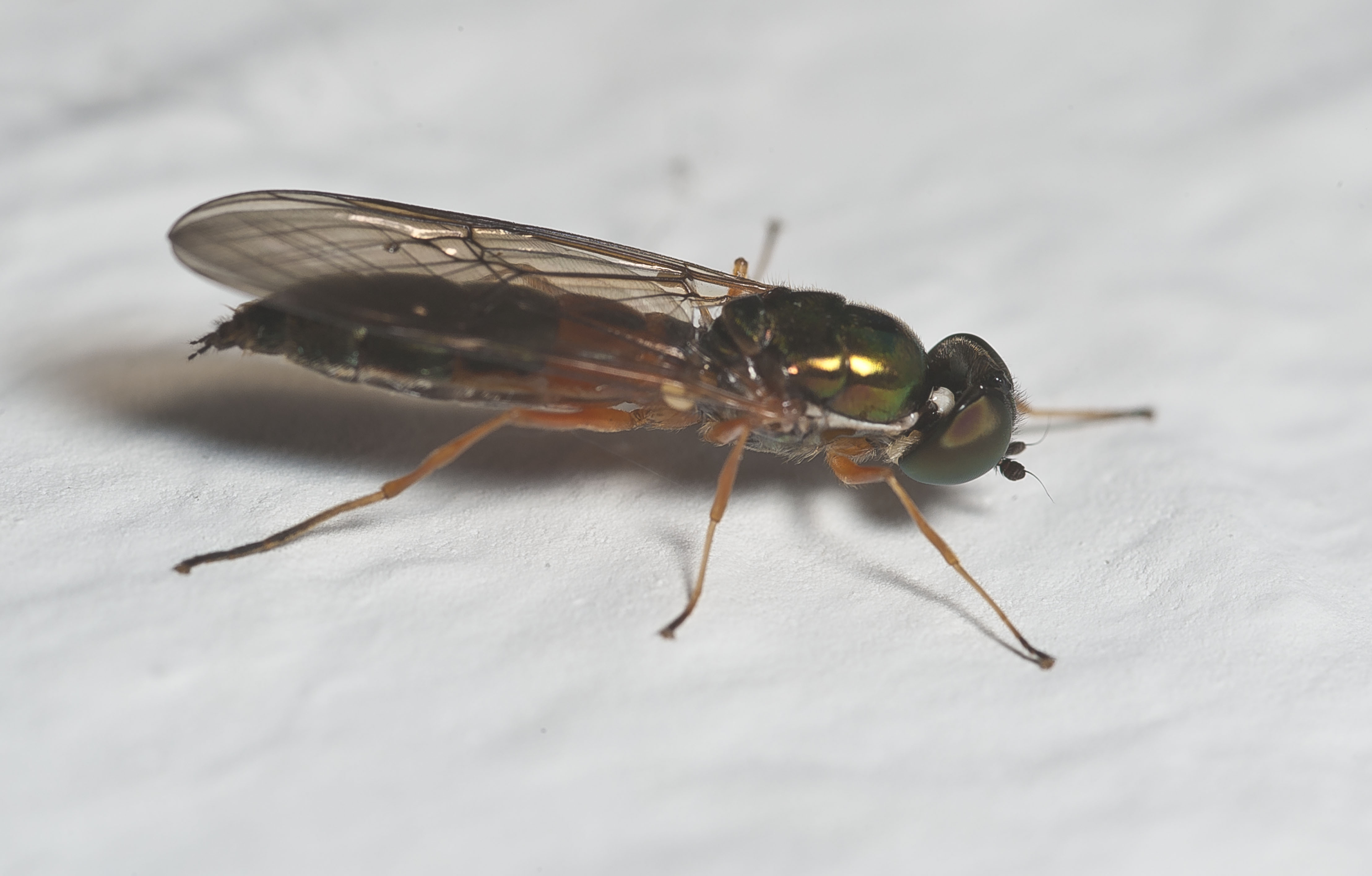
Sargus bipunctatus

Der Name „Waffenfliegen“ leitet sich von der Färbung der größeren Arten dieser Gruppe ab, die augenscheinlich an alte Uniformen erinnern soll. Die meisten Arten sind mittelgroß, wobei einige Arten auch deutlich größer werden. Die Größe reicht von etwa drei Millimetern bis 20 Millimetern. Viele Arten sind auffällig schwarz-gelb gezeichnet, andere metallisch gefärbt. Der Hinterleib ist meistens abgeflacht und sehr breit und ragt über die in Ruhe auf dem Hinterleib gefalteten Flügel seitlich hinaus. Viele Arten besitzen außerdem am Ende des Brustbereichs (Thorax) zwei oder mehr Dornen.

## Lebensweise
Waffenfliegen sind vor allem in Waldgebieten anzutreffen, meist an verschiedenen Blüten. Einige Arten, deren Larven sich im Wasser entwickeln, findet man vor allem in der Nähe von Wasserläufen.
Die Tiere ernähren sich von Pollen und Nektar, manchmal auch von organischen Stoffen aus dem Dung größerer Tiere.
Die Weibchen legen ihre Eier oft einzeln auf den Boden oder auf verrottete Pflanzen ab, andere Arten platzieren sie auf der Oberfläche von Gewässern. Einige Arten mit sich im Wasser entwickelnden Larven legen auch mehrschichtige Eipakete auf Wasserpflanzen ab, etwa die Stratiomys-Arten.

## Larvalentwicklung

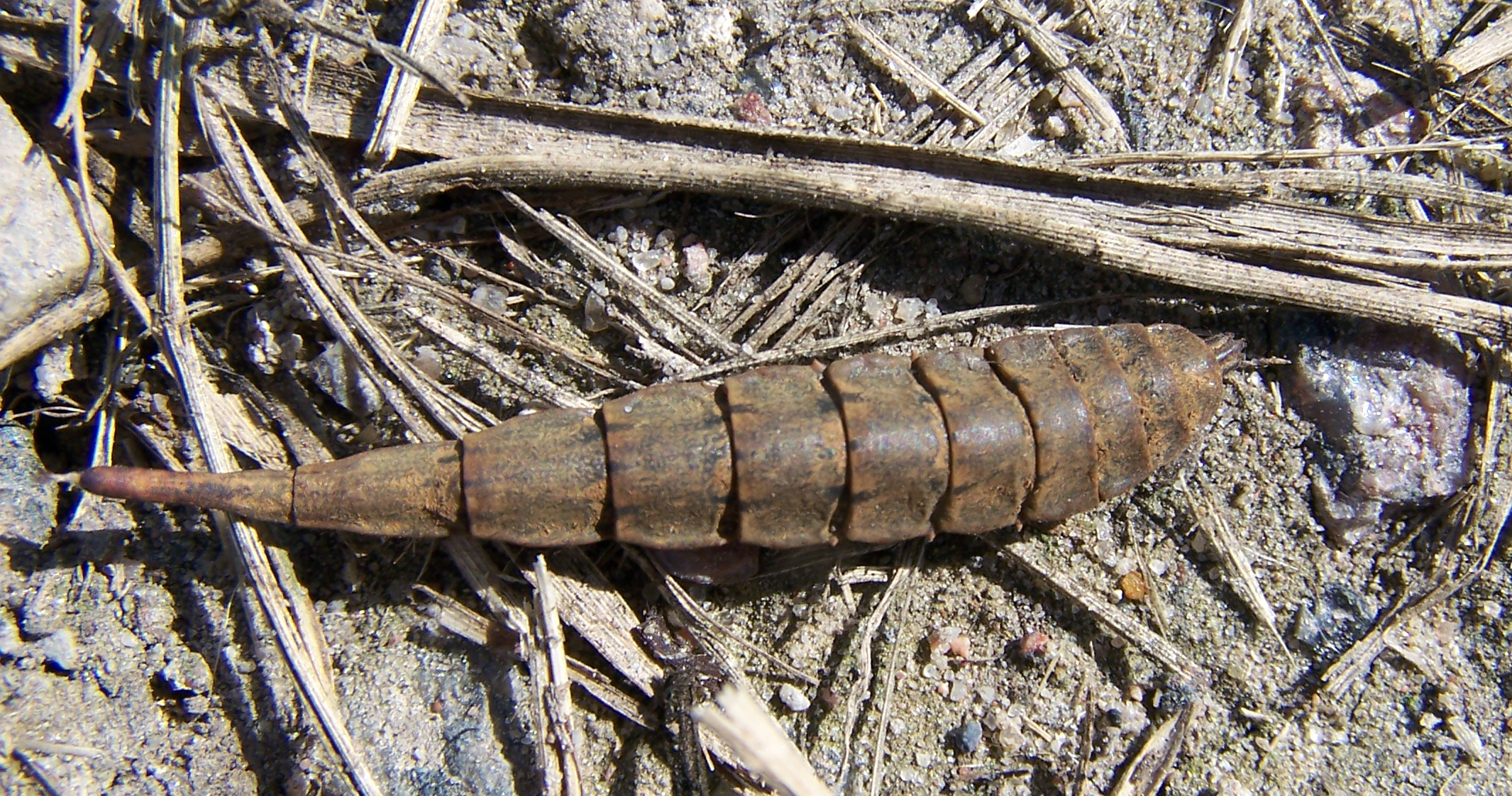
Larve von Stratiomys longicornis

Die Larven der Waffenfliegen unterscheiden sich in Gestalt und Lebensweise teilweise sehr. Viele Arten wie die Stratiomys-Arten leben im Wasser, Oxycera-Larven sogar in Salzwasser. Diese Larven sind meist spindelförmig und das Hinterende ist zu einer Atemröhre verlängert. Am Ende dieser Röhre liegen die beiden offenen Atemlöcher, die Stigmen, inmitten eines Hakenkranzes. In Ruhe liegt dieser Hakenkranz auf dem Oberflächenhäutchen des Gewässers ausgebreitet und die Larve hängt daran, wobei sie meist schlängelnde Bewegungen macht. Bei einer Störung legt sich der Hakenkranz zusammen und die Larve sinkt ab. Die Larven ernähren sich vom Aufwuchs an Steinen oder Wasserpflanzen.
Einige Arten entwickeln sich auch in so genannten Phytotelmata, also kleinen Ansammlungen von Wasser in Baumstubben oder ähnlichen Strukturen, sowie auf überspülten Felsen oder in Quellen. Diese Arten besitzen ein deutlich kürzeres Atemrohr. Auch im Boden, in Mulm oder unter Rinden leben einige Arten, die Vertreter der Gattung Sargus auch in Dung. Bei den terrestrischen Larven sind alle Stigmen am Körper geöffnet, wobei die am Prothorax besonders groß sind. Ein Atemrohr ist nur angedeutet.
Die Larven von Clitellaria ephippium leben als Ameisengäste in den Bauten von Ameisen (Formicidae). Lasiopa villosa lebt als Minierer in der Königskerze und die Larven der Gattung Pachygaster in den Fraßgängen von Borkenkäfern (Scolycidae), die Lebensweise dieser Arten ist beinah gänzlich unbekannt.
Die Überwinterung findet fast immer als Larve statt. Die Verpuppung erfolgt in der letzten Larvenhaut, die sich verhärtet. Bei Stratiomys-Arten kann dies horizontal auf der Wasseroberfläche oder im Uferbewuchs stattfinden. Der Schlupf der Adulten geschieht durch einen T-förmigen Spalt am Vorderende der Puppe.

## Fossile Belege
Fossile Waffenfliegen sind fast nur aus Einschlüssen in Bernstein bekannt. Der älteste Nachweis stammt aus kreidezeitlichem Kanadischem Bernstein. Die Ähnlichkeit zwischen dieser unterkreidezeitlichen Gattung Cretaceogaster und deren nächstem rezentem Verwandten, der in Südamerika vorkommenden Gattung Parhadrestia, ist so groß, dass beide Gattungen in die dazu neu errichtete Unterfamilie Parhadrestinae gestellt wurden. Die weitaus meisten Vertreter dieser Familie wurden allerdings im eozänen Baltischen Bernstein gefunden. Auch aus anderen tertiären Bernsteinvorkommen (aus Mexiko und der Dominikanischen Republik) sind Waffenfliegen belegt. Fossile Larven liegen aus dem Miozän Süddeutschlands (Randecker Maar) vor.

## Systematik
Laut ITIS werden 12 Unterfamilien unterschieden.
Im Folgenden die Unterfamilien mit einer Auswahl an Arten:
- Antissinae Kertesz, 1908
- Beridinae Westwood, 1838
  - Chorisops nagatomii
  - Chorisops tibialis
- Chiromyzinae Brauer, 1880
- Chrysochlorininae Woodley, 2001
- Clitellariinae Brauer, 1882
  - Clitellaria ephippium
- Hermetiinae Loew, 1862
  - Soldatenfliege (Hermetia illucens)
- Nemotelinae Kertesz, 1912
- Pachygastrinae Loew, 1856
  - Pachygaster atra
- Parhadrestiinae Woodley, 1986
- Raphiocerinae Schiner, 1868
- Sarginae Walker, 1834
  - Chloromyia formosa
  - Grünglänzende Waffenfliege (Microchrysa polita)
  - Sargus bipunctatus
- Stratiomyinae Latreille, 1802
  - Odontomyia cincta
  - Oxycera rara
  - Chamäleonfliege (Stratiomys chamaeleon)
  - Stratiomys singularior